# アキヤマ・オフィス
株式会社アキヤマ・オフィスは、東京都港区に本社を置く芸能プロダクションである。2006年（平成18年）10月設立。

## 所属タレント
- 奈木野美幸
- 渋谷天笑（旧芸名：胡蝶英治）
- 村田満
- 霜野誠友

### 業務提携タレント
- 石倉三郎
- 大森隆志
- 古閑正美
- 志茂田景樹
- 下田大気
- 染谷俊之

## かつて所属していたタレント
- 梶原しげる
- 崎山一葉
- 新選組リアン（森公平・國定拓弥・関義哉・榊原徹士・山口純）
- 中村繁之
- 松岡卓弥
- 粕谷聡子
- まいける&はなか（まいける、附田花香）
- TOZY

## 主要取引先
- 日本放送協会
- フジテレビジョン
- 日本テレビ放送網
- テレビ朝日
- 毎日放送
- 関西テレビ放送
- 電通